# František Mikloško
František Mikloško (* 2. června 1947 Nitra) je slovenský politik, v letech 1990 až 2010 poslanec Slovenské národní rady a Národní rady Slovenské republiky, od roku 2023 opět poslanec NR SR. Je mladším bratrem Jozefa Mikloška, který byl také slovenským politikem.

## Život
V roce 1971 ukončil studium matematiky na Přírodovědecké fakultě Univerzity Komenského v Bratislavě. V letech 1971 až 1983 pracoval v Ústavu technické kybernetiky Slovenské akademie věd v oblasti numerické matematiky. V letech 1983–1989 pracoval jako dělník. Před rokem 1989 byl disident, aktivista tajné církve. Patřil k organizátorům tzv. Bratislavského Velkého pátku, významné pokojně veřejné manifestace věřících za náboženskou a občanskou svobodu v roce 1988, známé také pod názvem Svíčková demonstrace.
Dne 6. července 2007 se jako šedesátiletý poprvé oženil, jeho manželka Jana (za svobodna Sasínová) pochází z Moravy a je o 20 let mladší.

## Politická činnost
František Mikloško se v listopadu 1989 stal členem Koordinačního výboru Veřejnosti proti násilí. Ve volbách roku 1990 byl zvolen za VPN do Slovenské národní rady. V letech 1990–1992 působil jako předseda SNR. V roce 1992 se stal členem slovenského Kresťanskodemokratického hnutí.
Do července 2010 byl poslancem Národní rady SR. Byl členem výboru pro lidská práva, národnosti a postavení žen. V slovenském parlamentu působil jako jediný poslanec nepřetržitě už od 1. března 1990.
V roce 2004 při prezidentských volbách získal 6,51 % hlasů. V roce 2008 opustil KDH a spoluzaložil stranu Konzervatívni demokrati Slovenska. V roce 2009 v prezidentských volbách opět kandidoval za KDS na prezidenta Slovenské republiky. Získal 5,42 % hlasů a nepostoupil do druhého kola. Po třetí na slovenského prezidenta kandidoval roku 2019, kdy získal 5,72 % hlasů.
V květnu roku 2023 oznámil, že bude v předčasných volbách kandidovat jako nezávislý opět v řadách KDH, které dříve opustil. Získal 31 629 hlasů a byl zvolen poslancem NR SR.